# Pahajärvi (Övertorneå socken, Norrbotten)
Pahajärvi är en sjö i Övertorneå kommun i Norrbotten och ingår i Torneälvens huvudavrinningsområde.